# Son of Solstice
Albums de Artefact
Same (démo)
(2000) Magic Spellcraft
(2006)
Son of Solstice est le premier album d'Artefact, enregistré dans le studio de Kallaghan du groupe Sikh en 2002. Il est maintenant distribué par Rupture Music. L'art work de couverture est de Guillaume Vrac (Aldébaran). 
L'album est sorti en 2003, dans sa version définitive. Dans ce premier opus, Artefact démontre un goût pour de longues et riches compositions, avec des tempos changeants, des atmosphères mystiques ou médiévales, et où le rôle des forces obscures, de la nature sauvage, du chaos et de l'harmonie, est central. Techniquement virtuoses, les riffs, très mélodiques, sont bien typiques du metal et les vocals d'un caractère très profond et guttural.

## Titres
1. "Menhir"
2. "Antares-Son of Solstice"
3. "Oracle"
4. "Onslaught"
5. "Omen"
6. "Codex"
7. "Allegiance"

## Participants
- Sly – Vocals
- Aldebaran – Guitare
- Ranko – batterie
- Alexis – Basse
- Aldebaran -artwork